# Juan Carreño
Pour les articles homonymes, voir Juan Carreño (homonymie) et Carreño (homonymie).
Juan Carreño, né le 14 août 1909 à Mexico, et mort le 16 décembre 1940 à Mexico, est un footballeur mexicain.

## Carrière
Carreño disputa le tournoi de football des Jeux olympiques de 1928 avec l'équipe du Mexique. Il prit également part à la première édition de la Coupe du monde de football, organisée en 1930. L'attaquant du CF Atlante inscrivit un but contre l'équipe de France lors du premièr tour. Il disparut en 1940 d'une crise d'appendicite.